# Heiersdorf (Engertsdorf)
Heiersdorf ist eine Ortslage des Ortsteils Engertsdorf der Gemeinde Nobitz im Landkreis Altenburger Land in Thüringen. Heiersdorf wurde am 1. Juli 1950 mit dem Nachbarort Hinteruhlmannsdorf zur Gemeinde Engertsdorf zusammengeschlossen. Die Gemeinde Engertsdorf wurde am 1. Januar 1973 nach Ziegelheim eingemeindet, welche wiederum am 6. Juli 2018 in die Gemeinde Nobitz eingegliedert wurde. Der Ort ist nicht zu verwechseln mit dem ebenfalls zur Gemeinde Nobitz gehörigen Ortsteil Heiersdorf bei Ehrenhain. Ein Teil von Heiersdorf gehörte bis 1928 als Exklave zu Sachsen.

## Geographie

### Lage und Verkehr
Heiersdorf befindet sich südöstlich von Ziegelheim und südlich von Engertsdorf im Altenburger Lößhügelland, südlich des Leinawaldes und Altenburgs. Durch die Gemarkung und den Ortsteil fließt die Wiera. Die Kreisstraße 202 erschließt das Dorf verkehrsmäßig. Unmittelbar südlich des Ortes befindet sich die Landesgrenze zu Sachsen. Der einst sächsische Teil des Orts befand sich im Zentrum des Orts. Er bestand aus drei voneinander getrennten Parzellen, von denen die eine mit einem Gehöft (Specksches Gut) westlich der Wiera mit dem Ziegelheimer Gebiet verbunden war. Zwei unbebaute Parzellen lagen als Exklaven umschlossen von sachsen-altenburgischem Gebiet östlich der Wiera.

### Nachbarorte
| Ziegelheim | Engertsdorf                                 | Garbisdorf  |
| Gähsnitz   | Kompassrose, die auf Nachbargemeinden zeigt | Göpfersdorf |
| Röhrsdorf  | Schwaben                                    |             |

## Geschichte
Heiersdorf wurde 1445 erstmals urkundlich erwähnt. Die Schreibweisen des Ortsnamens variieren zwischen „Heyersdorf“ (1527), „Heuerßdorff“ (1552), „Hoyersdorf“ (1875) und der heutigen Schreibweise. Heiersdorf hat wie der Nachbarort Frohnsdorf eine historische Besonderheit: während der größte Teil des Orts historisch zum Herzogtum Sachsen-Altenburg und in der Folge zu Thüringen gehörte, standen ein Hof im Zentrum des Orts und zwei weitere Grundstücke bis 1928 unter der Verwaltung des damals sächsischen Nachbarorts Ziegelheim. Sie gehörten somit zu Sachsen.
Auch kirchlich waren beide Teile getrennt: während der sächsische Anteil (das Specksche Gut) in das damals sächsische Ziegelheim gepfarrt war, gehörte der altenburgische Anteil zum altenburgischen Niederwiera. Zur Unterscheidung vom namensgleichen Ort bei Ehrenhain wurde der eine Heiersdorf bei Niederwiera und der andere Heiersdorf bei Ehrenhain genannt. Heute liegt Niederwiera politisch wie kirchlich in Sachsen und auch das heute thüringische Ziegelheim gehört bis in die Gegenwart zur Evangelisch-Lutherischen Landeskirche Sachsens. Dadurch gehört auch Heiersdorf zur sächsischen Landeskirche, der Nachbarort Engertsdorf (früher Hinteruhlmannsdorf) jedoch zur Kirchgemeinde Frohnsdorf der Evangelischen Kirche in Mitteldeutschland.

### Heiersdorf (altenburg. bzw. thür. Anteil)
Der Großteil von Heiersdorf gehörte wie der nördliche Nachbarort Hinteruhlmannsdorf (heute:Engertsdorf) zum wettinischen Amt Altenburg, welches ab dem 16. Jahrhundert aufgrund mehrerer Teilungen im Lauf seines Bestehens unter der Hoheit folgender Ernestinischer Herzogtümer stand: Herzogtum Sachsen (1554 bis 1572), Herzogtum Sachsen-Weimar (1572 bis 1603), Herzogtum Sachsen-Altenburg (1603 bis 1672), Herzogtum Sachsen-Gotha-Altenburg (1672 bis 1826). Bei der Neuordnung der Ernestinischen Herzogtümer im Jahr 1826 kam Heiersdorf (altenburg. Anteil) wiederum zum Herzogtum Sachsen-Altenburg. Nach der Verwaltungsreform im Herzogtum gehörte er bezüglich der Verwaltung zum Ostkreis (bis 1900) bzw. zum Landratsamt Altenburg (ab 1900). Heiersdorf gehörte ab 1918 zum Freistaat Sachsen-Altenburg, der 1920 im Land Thüringen aufging. 1922 kam Heiersdorf (thür. Anteil) zum Landkreis Altenburg.

### Heiersdorf (sächs. Anteil)

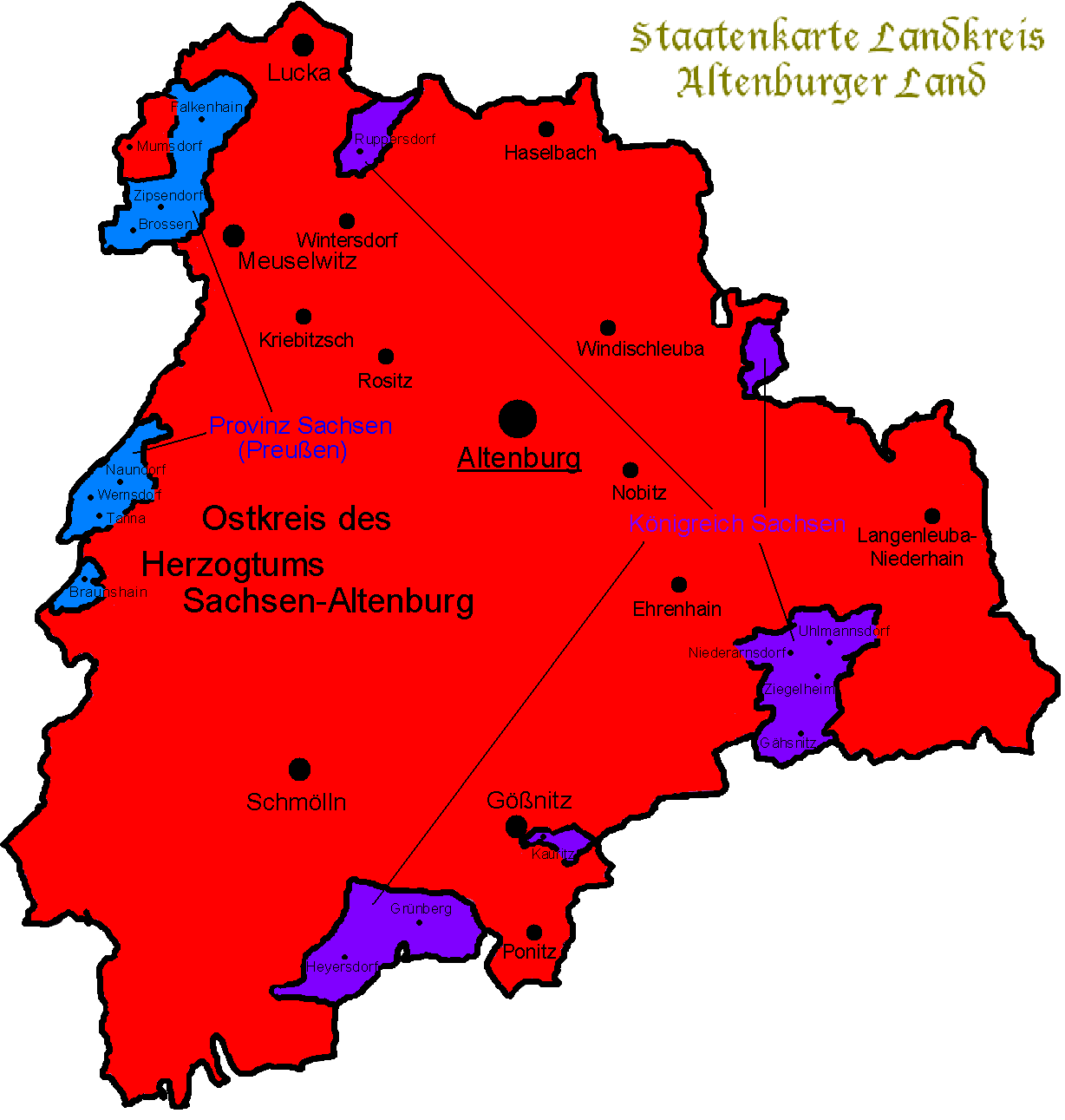
Lage der sächsischen Grundherrschaft Ziegelheim im Süden des Altenburger Lands

Der sächsische Anteil von Heiersdorf bestand aus drei voneinander getrennten Parzellen, von denen die eine mit einem Gehöft (Specksches Gut) westlich der Wiera mit dem Zeigelheimer Gebiet verbunden war. Zwei unbebaute Parzellen lagen als Exklaven umschlossen von sachsen-altenburgischem Gebiet östlich der Wiera.
Heiersdorf (sächs. Anteil) gehörte wie Frohnsdorf (sächs. Anteil) politisch zum Nachbarort Ziegelheim. Dieser war Hauptort der Grundherrschaft Ziegelheim, die als sächsisches Lehen im Besitz der Herren von Schönburg war. Nach 1813 wurde das Patrimonialgericht Ziegelheim durch das schönburgische Justizamt Remse verwaltet. Zwischen dem Königreich Sachsen und dem Haus Schönburg erfolgte im Jahr 1835 eine Neuordnung ihres Verhältnisses. Dabei wurden die unter sächsischer Lehnsherrschaft stehenden schönburg-waldenburgischen Gebiete wie die Herrschaft Remse und die Grundherrschaft Ziegelheim unter die Verwaltung des königlich-sächsischen Amts Zwickau gestellt. Am 25. September 1856 wurden die gerichtlichen Befugnisse der Grundherrschaft Ziegelheim wie auch die der Herrschaft Remse an den sächsischen Staat abgetreten. Die Exklave Heiersdorf (sächs. Anteil) wurde als Teil von Ziegelheim seitdem bis zur Neuordnung der Verwaltung im Königreich Sachsen im Jahr 1875 durch das Gerichtsamt Remse verwaltet. Ab 1875 gehörten die Orte der einstigen Grundherrschaft Ziegelheim zunächst zur Amtshauptmannschaft Zwickau. Nachdem auf dem Gebiet der Rezessherrschaften Schönburg im Jahr 1878 eine Verwaltungsreform durchgeführt wurde, kamen sie mit dem gesamten ehemaligen Gerichtsamtsbezirk Remse im Jahr 1880 zur neu gegründeten sächsischen Amtshauptmannschaft Glauchau. Heiersdorf (sächs. Anteil) gehörte als Teil der Gemeinde Ziegelheim ab 1918 zum Freistaat Sachsen.

### Geschichte von Heiersdorf seit 1928
Im Jahr 1928 erfolgten ein Gebietsaustausch und eine Grenzbereinigung zwischen dem Freistaat Sachsen und dem Land Thüringen. In dem thüringisch-sächsischen Staatsvertrag vom 7. Dezember 1927 wurden bereits im Vorfeld die Gebiete festgesetzt, die die Länder wechselten. Der Gesetzesentwurf stammt vom 15. März 1928. Dadurch wurden die drei Parzellen des sächsischen Anteils von Heiersdorf vollständig an Thüringen abgetreten und mit dem thüringischen Anteil zur Gemeinde Heiersdorf vereinigt.
Am 1. Juli 1950 wurde Heiersdorf mit Hinteruhlmannsdorf zur Gemeinde Engertsdorf vereinigt. Der Name dieser Gemeinde wurde zu Ehren des 1895 im nahe gelegenen Prößdorf geborenen kommunistischen Widerstandskämpfers Otto Engert, der am 11. Januar 1945 in Dresden hingerichtet wurde, gewählt. Der Ortsteil Hinteruhlmannsdorf führte fortan den an die Gemeinde vergebenen Namen Engertsdorf. Bei der zweiten Kreisreform in der DDR wurden 1952 die bestehenden Länder aufgelöst und die Landkreise neu zugeschnitten. Somit kam die Gemeinde Engertsdorf mit dem Kreis Altenburg an den Bezirk Leipzig, der seit 1990 als Landkreis Altenburg zu Thüringen gehörte und 1994 im Landkreis Altenburger Land aufging. Am 1. Januar 1973 fand die Eingemeindung von Engertsdorf nach Ziegelheim statt, infolgedessen Heiersdorf heute eine Ortslage im Ortsteil Engertsdorf ist. Am 6. Juli 2018 wurde Ziegelheim nach Nobitz eingemeindet, wodurch Engertsdorf mit Heiersdorf ein Ortsteil von Nobitz wurde.